# 韦扎波南
韦扎波南（法語：Vézaponin，法語發音：[vezapɔnɛ̃]）是法国上法蘭西大區埃纳省的一个市镇，属于苏瓦松区。

## 地理
韦扎波南（49°27'30"N, 3°13'47"E）面积3.18 平方千米，位于法国上法蘭西大區埃纳省，该省份为法国北部内陆省份，北起北部省，西接索姆省和瓦兹省，东临阿登省和马恩省，西南至塞纳-马恩省，东北部与比利时接壤。
与韦扎波南接壤的市镇（或旧市镇、城区）包括：埃帕尼、莫尔桑、瑟朗、塔尔捷、特罗利卢瓦尔。

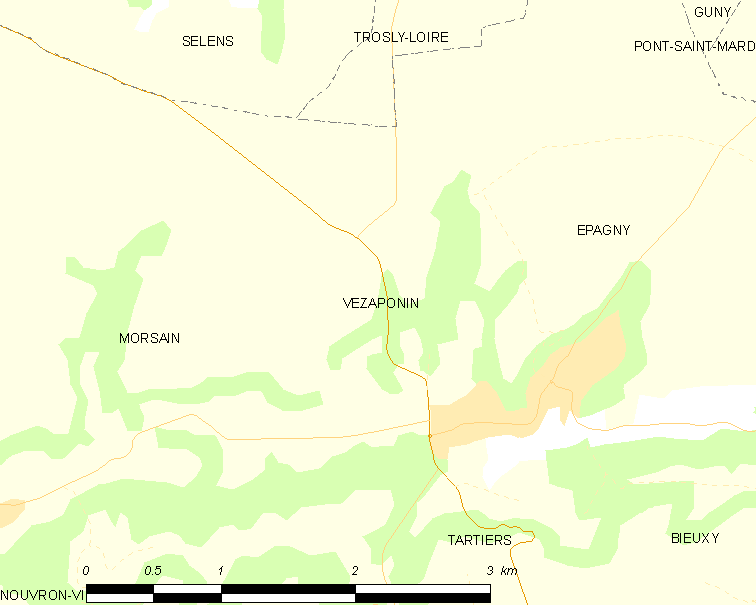
韦扎波南的OSM定位图

韦扎波南的时区为UTC+01:00、UTC+02:00（夏令时）。

## 行政
韦扎波南的邮政编码为02290，INSEE市镇编码为02793。

## 政治
韦扎波南所属的省级选区为埃纳河畔维克县。

## 人口

1962-2008年间韦扎波南人口变化图示

韦扎波南于2022年1月1日时的人口数量为114人。